# Nuccia Focile
Nuccia Focile (née le 25 novembre 1961) est une soprano italienne.

## Biographie
Nuccia Focile est née à Militello in Val di Catania, en Sicile. Elle a démarré ses études à Turin avec Elio Battaglia (en), et fait ses débuts à l'opéra en 1983 dans le rôle de Serpina dans La serva padrona de Pergolèse à Spoleto. En 1984, elle chante sa première Mimi dans La Bohème de Puccini au Teatro Regio de Turin et fait ses débuts en tant qu'Oscar dans Un ballo in maschera de Giuseppe Verdi à La Scala en 1986. Cette année-là également, elle remporte le Concours international Pavarotti de Philadelphie, à la suite duquel elle donne de nombreux concerts avec le célèbre ténor. En 1995, elle fait ses débuts au Metropolitan Opera dans le rôle de Mimi dans La Bohème de Puccini. Elle a interprété de nombreux rôles principaux pour l'Opéra national du pays de Galles.
Focile a été décrite comme apportant une « émotion presque insoutenable »  à Mimi, son rôle le plus connu.
Elle a réalisé plusieurs enregistrements pour les labels Philips Classics, Opera Rara et Telarc, dont trois opéras de Mozart (Le Nozze di Figaro, Così fan tutte et Don Giovanni) dirigés par Sir Charles Mackerras, la Petite messe solennelle de Rossini dirigée par Sir Neville Marriner, Ascanio dans Lo Frate'Nnamorato de Pergolèse, Norina dans Don Pasquale de Donizetti sous la direction de Riccardo Muti et Tatyana dans Eugène Onéguine de Tchaïkovski sous la direction de Semyon Bychkov.
Focile a été nommée Artiste de l'année 2013 pour La Voix Humaine de Poulenc au Seattle Opera (en).
En 2017, Nuccia Focile a été nommée professeur de chant à la Royal Academy of Music de Londres.

## Sources
- Bio de l'Opéra de Seattle, archivée de l'original le 1er septembre 2014